# Francisco Fernández del Riego
Francisco Fernández del Riego (Villanueva de Lorenzana, Lorenzana, Lugo, 7 de enero de 1913 - Vigo, 26 de noviembre de 2010) fue un escritor, intelectual y político español que desarrolló desde la década de 1930 un trabajo constante y reconocido a favor de la cultura gallega, lo que hizo de él una de las personalidades más destacadas de Galicia. Fue uno de los principales artífices de la editorial Galaxia y director, junto a Ramón Piñeiro López, de la revista Grial en sus primeros cien números. Ensayista y narrador, fue autor de una extensa obra centrada sobre todo en la cultura y en la literatura gallega.

## Orígenes y formación intelectual
Fernández del Riego perteneció a la generación de intelectuales surgidos alrededor del grupo Nós. Durante la República fue miembro del Seminario de Estudios Gallegos y del Partido Galeguista, y formó parte del Consejo gallego de Galeuzca (1934).
Fue, junto con Ramón Piñeiro y Jaime Isla Couto, uno de los principales impulsores de la Editorial Galaxia (fundada en 1950), empresa que lideró el proceso de recuperación cultural en la posguerra. En 1963 surgió de esta editorial la revista Grial, que Fernández del Riego codirigió y para la que escribió de forma asidua recensiones literarias y artículos.
Ingresó en 1960 en la Real Academia Gallega con un discurso titulado Un país y una cultura. La idea de Galicia en nuestros escritores. En 1997 presidió esta institución.
Su trabajo en el ámbito cultural y su extensa obra lo convierten en uno de los principales intelectuales galleguistas del siglo XX y comienzos del siglo XXI. Entre sus libros destacan ensayos sobre la cultura y la literatura gallegas como Historia de la literatura gallega, Galicia en el espejo, Diccionario de escritores en lingua galega o La generación Galaxia y extranjeras, y extranjeras como Letras de nuestro tiempo y Escritores de Portugal y Brasil.
Cultivó también la narrativa (El ciego de Pumardedón) y la literatura de viajes (Las peregrinaciones jacobeas, El camino de Santiago y Galicia). Editó antologías poéticas y libros de vocabulario, escribió gran número de artículos poéticos y biografías. También es autor de un libro de memorias, El río de tempo (1991). En 2003 recopiló su correspondencia con Cunqueiro y la editó en Galaxia con el título Cartas a mi amigo. Epistolario Mindoniense. En 2004 publicó con Galaxia sus memorias bajo el título de Camino andado.
En 1995 donó a la ciudad de Vigo su colección de libros, que constituye la Biblioteca-Museo Francisco Fernández del Riego. Hasta diciembre de 2009 fue director de la Biblioteca de la Fundación Penzol en Vigo.
Como una de las principales figuras de Galicia, fue reconocido con numerosos galardones (Premio Trasalba, Premio Pedrón de Oro, Medalla de Oro de la Ciudad de Vigo, Premio de creación Cultural de la Junta de Galicia, Premio Celanova Casa de los Poetas, Medalla Castelao, Premio de las Artes y de las Letras de Galicia, etc.). Fue nombrado doctor honoris causa por la Universidad de Vigo y Gallego Egregio por la Fundación de los Premios de la Crítica. En 2023 la RAG decide dedicarle el Día das Letras Galegas.